# Arracheuse

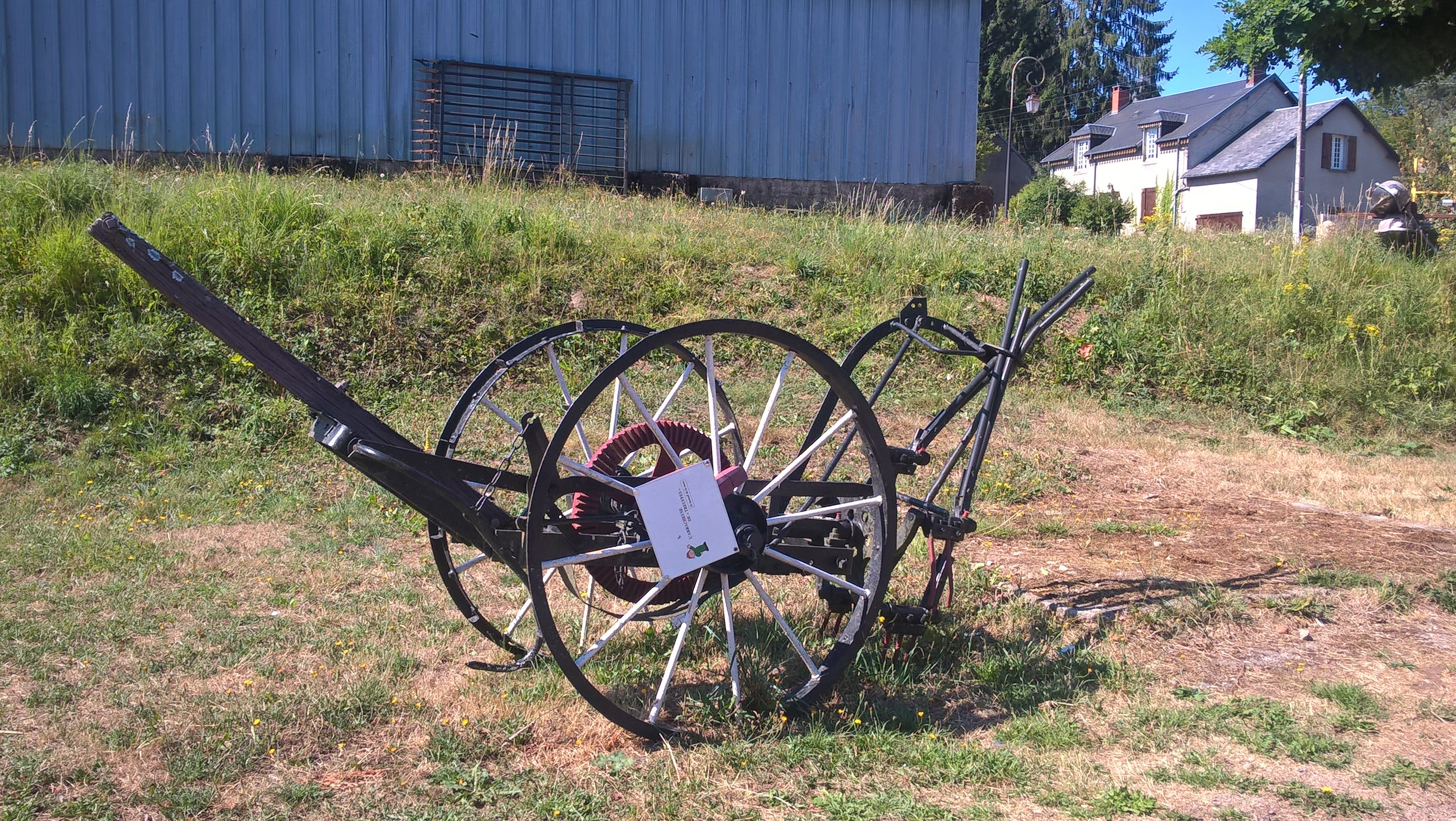
Une arracheuse de truffes.

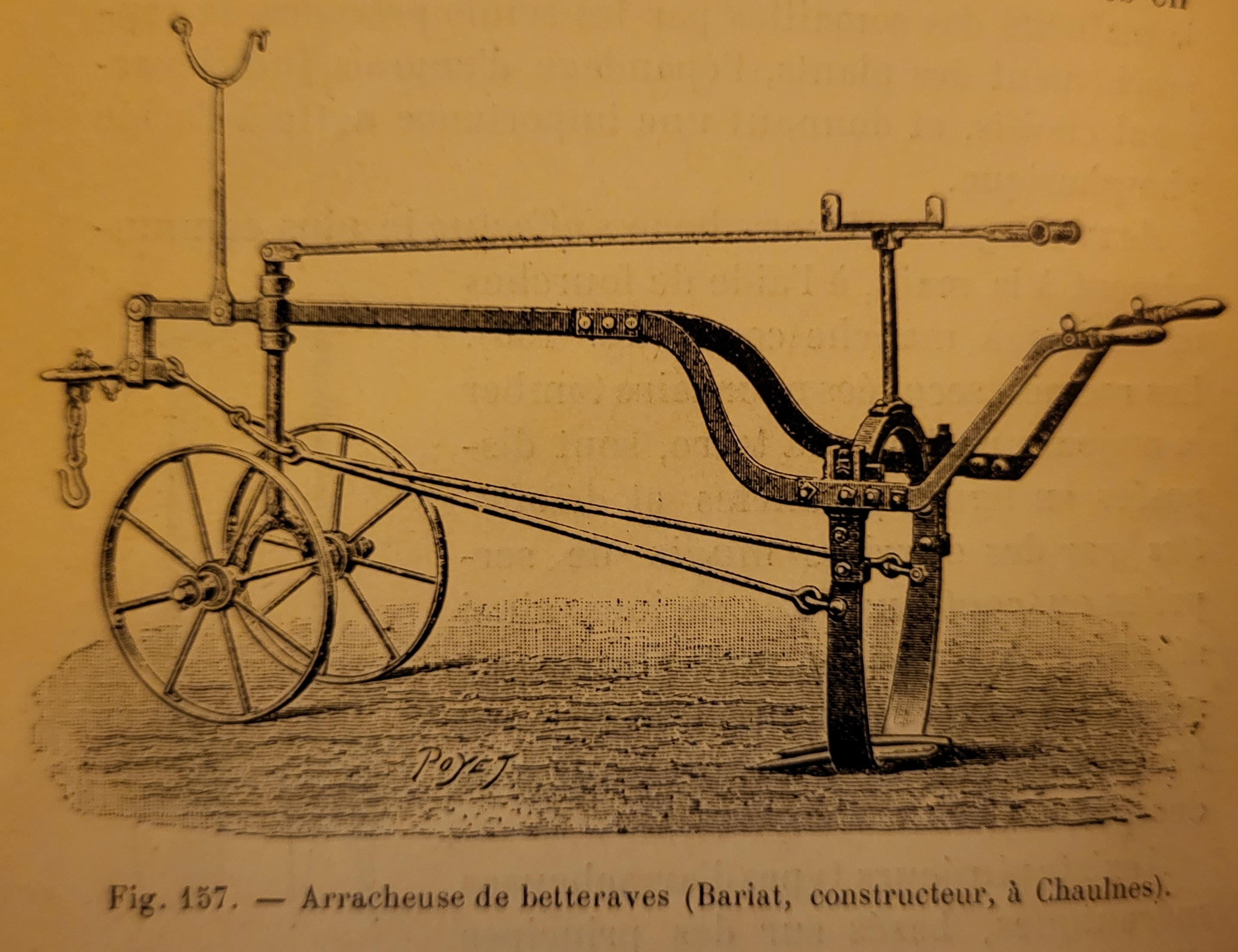
Une arracheuse à betteraves tractée

Une arracheuse est une machine agricole qui permet d'arracher par exemple les betteraves, pommes de terre ou racines du sol.
La première arracheuse de betteraves a été inventée par Léonce Charles Raymond Demiautte et brevetée en 1938.